# Industrija
Industrija je skup ljudskih djelatnosti koje su okrenute proizvodnji robe i usluga. Ipak, taj pojam obično podrazumijeva i nekakvu podjelu rada, za razliku od obrta, gdje se ista osoba može brinuti za cijeli proces: proizvodnju, prodaju i upravljanje. Prema tome, industrija obično uključuje velik broj ljudi.
Industrija se dijeli u tri gospodarska područja ili sektora: 
- primarni sektor - prikupljanje i izravno iskorištavanje prirodnih resursa (sirovina, energije i određenih namirnica),
- sekundarni sektor - prerađivačka industrija (za sirovine),
- tercijarni sektor - uslužne djelatnosti (ovdje spadaju nematerijalne stvari: razni obrti, osiguranje, posredovanje, administracija, čišćenje itd.).

Industrija je jedan od značajnijih faktora razvijenosti na razini država, pokrajina i gradova. Zbog toga se osobito velika pozornost posvećuje kriterijima njezina smještaja. Industrija je jedna od glavnih djelatnosti u gradu, a u mnogim gradovima svijeta i dominantna. Ona je, uz građevinarstvo i proizvodno obrtništvo, izrazita "gradska" djelatnost i posebno se ističe po udjelu u ekonomiji i udjelu zaposlenih u gradu. Zadnjih nekoliko desetljeća dolazi do osnivanja industrijskih, slobodnih, poslovnih odnosno poduzetničkih i ekonomskih zona koje se smještaju u većim gradovima i koje omogućuju povoljnije uvjete za njezin razvoj. Tu je, naravno, i pitanje smještaja ili lokacije pojedinih navedenih zona, ali i poduzeća unutar njih. Izbor lokacije za smještaj neke industrije nikad nije lagan. Industrijske zone najznačajniji su morfološki oblik koncentracije industrijskih pogona u gradu.
Unaprijed projektirana i realizirana industrijska zona privlačna je za uprave industrijskih i njima srodnih poduzeća jer se ne moraju brinuti o tome kako da dođu do terena i gdje su urbanističkim planovima takve zone predviđene. Ekonomske zone odnose se na specijalne zone u kojima se ne primjenjuju normalne trgovačke barijere, kao što su carine na uvoz i izvoz. Slobodne zone ponajprije
označuju teritorijalna područja u kojima se poduzetnicima osiguravaju, osim prikladne lokacije i infrastrukturnih rješenja, i dodatne povlastice i olakšice. Poduzetničke su zone projekt Vlade Republike Hrvatske kojim se želi poticati razvoj malog i srednjeg poduzetništva, prije svega tako da se osiguraju povoljnosti poduzetnicima pri gradnji poslovnog prostora na potpuno infrastrukturno opremljenom zemljištu. Zahvaljujući svim tim povlasticama i pogodnostima, mnogi su poduzetnici odlučili svoje poslovanje i proizvodnju locirati upravo u tim zonama.